# Национален театър (Прага)
Националният театър (на чешки: Národní divadlo) е главният театър в Прага и Чехия, представящ както опери и балети, така и драматични спектакли.
Председател на Дружеството по строителство на Националния театър е граф Ян Харах, чешки политик, обществен деец и меценат.
Театърът е построен през 1881 г. по проект на архитекта Йозеф Зитек в стил неоренесанс, но скоро след това е унищожен от пожар, което е възприето като национална катастрофа. След пожара в рекордни срокове е реконструиран от Йозеф Шулц (ученик на Зитек и автор на друга известна сграда – Националния музей) и е открит отново през 1883 г.
Строителството се води с народни пожертвувания под лозунга „Нацията за себе си“ (Národ sobě, тези думи украсяват залата). Първоначално Националният театър е замислен като място за националното чешко изкуство, макар че понастоящем в неговия репертоар присъстват и произведения от световната драма и музика.
На северната фасада се намират статуите на А. Вагнер „Забоя“ и „Лумира“, на атика – „Аполон и деветте музи“ и „Богинята на победата“ на Б. Шнирх. Над страничния вход се намират алегориите „Опера“ и „Драма“ (предполагаем автор е Йозеф Вацлав Мисълбек, известен като автор на статуята на св. Вацлав на Вацлавския площад).
Таванът на залата е украсен с 8 алегории на изкуствата от Франтишек Женишек. В главното фоайе се намира неговият живописен триптих „Златният век, упадък и възкресение на изкуството.“
Първата постановка е операта „Либуше“ на Бедржих Сметана.
В периода 1976-1983 г. театърът отново е реконструиран и разширен. За стогодишнината на Националния театър през 1983 г. е открито пристроеното здание на Новата сцена, в която се провеждат спектакли на театъра Laterna magica.
В днешно време филиали на Националния театър са Съсловният театър и театър „Коловрат“.